# Brompton–Rock Forest–Saint-Élie–Deauville
Brompton–Rock Forest–Saint-Élie–Deauville est l'un des quatre arrondissements qui constituent la ville de Sherbrooke depuis 2017. Son territoire provient de la fusion en 2017 des arrondissements de Brompton et de Rock Forest–Saint-Élie–Deauville.
Avec une superficie de 236 km² (près de 66 % de la ville de Sherbrooke), il est le plus grand arrondissement de la ville.

## Géographie
L'arrondissement couvre le territoire des anciennes municipalités de Bromptonville, Rock Forest, Saint-Élie-d'Orford et Deauville.
La partie sud de l'arrondissement est traversée par la rivière Magog et comporte une bonne partie du lac Magog. La partie nord, quant à elle, est traversée par la rivière Saint-François.

## Politique et administration
L'arrondissement est divisé en quatre districts représentés par un conseiller municipal qui siège à la fois au conseil d'arrondissement et au conseil municipal. Les quatre conseillers élisent entre eux celui qui sera président de l'arrondissement.

### Président(e) d'arrondissement
- Annie Godbout (depuis 2021)

### District du Lac Magog (1.1)
Le district du Lac Magog couvre principalement le territoire de l'ancienne municipalité de Deauville ainsi que la partie de l'ancienne Ville de Rock Forest située sur la rive droite de la Rivière Magog. Ce district a pris naissance lors de l'entrée en vigueur de la fusion des arrondissements et de la diminution du nombre d'élus de 2017, en fusionnant principalement l'ancien territoire du district de Deauville à celui des Châteaux-d'Eau.
- Pierre Tremblay (2017-2021)
- Nancy Robichaud (2021 à aujourd'hui)

### District de Rock Forest (1.2)
- Annie Godbout (2017 à aujourd'hui)

### District de Saint-Élie (1.3)
- Julien Lachance (2017-2021)
- Christelle Lefèvre (2021 à aujourd'hui)

### District de Brompton (1.4)
Le district de Brompton couvre principalement le territoire de l'ancienne municipalité de Bromptonville ainsi que le secteur de Beauvoir. Lors de l'entrée en vigueur de la fusion des arrondissements aux élections municipales de 2017, le territoire a perdu le statut d'arrondissement pour être fusionné à celui de Rock Forest–Saint-Élie–Deauville. Les districts d'arrondissement, particularité accordée lors de la fusion de 2001 des anciennes villes formant l'actuel territoire de Sherbrooke, sont disparus au même moment.
- Nicole Bergeron (2017-2021), précédemment conseillère du district de Brompton (depuis 2005)
- Catherine Boileau (2021 à aujourd'hui)